# سعید جلالی
سعید جلالی طراح صحنه و نویسندهٔ ایرانی است. او برای طراحی صحنهٔ فیلم پرستار شب برندهٔ سیمرغ بلورین بهترین طراحی صحنه جشنواره فیلم فجر شد.

## آثار
| عنوان                    | شبکه        | کارگردان         | سال                 | توضیحات                                  |
| ------------------------ | ----------- | ---------------- | ------------------- | ---------------------------------------- |
| سریال زمانی برای پشیمانی | ٣           | اسماعیل فلاح پور | ١٣٨٧                | به همراه ایرج محمدی                      |
| سریال دلنوازان           | ٣           | حسین سهیلی زاده  | ١٣٨٨                | به همراه علیرضا کاظمی پور                |
| سریال زن بابا            | ۳           | سعید آقاخانی     | ۱۳۸۹                | به همراه علیرضا کاظمی پور                |
| سریال خوش نشین ها        | ۳           | سعید آقاخانی     | پائیز ۱۳۸۹          | به همراه علیرضا کاظمی پور                |
| سریال نقطه سر خط         | ۳           | سعید آقاخانی     | ۱۳۹۰                | به همراه مصطفی کیایی                     |
| سریال سه پنج دو          | ۵           | حسین سهیلی زاده  | ١٣٩٠                |                                          |
| سریال زمانه              | ۳           | حسن فتحی         | پائیز و زمستان ۱۳۹۱ | به همراه علیرضا کاظمی پور                |
| سریال آوای باران         | ٣           | حسین سهیلی زاده  | ١٣٩٢                | به همراه علیرضا کاظمی پور                |
| سریال دردسرهای عظیم ١    | ٣           | برزو نیک نژاد    | ١٣٩٣                | به همراه علیرضا کاظمی پور                |
| سریال آخرین بازی         | ۵           | حسین سهیلی زاده  | ١٣٩٣                |                                          |
| سریال زعفرانی            | ٢           | حامد محمدی       | ١٣٩۵                | به همراه حامد محمدی، آزاده محسنی         |
| سریال عاشقانه            | نمایش خانگی | منوچهر هادی      | ١٣٩۵                | به همراه علیرضا کاظمی پور                |
| فیلم شکلاتی              | سینمایی     | سهیل موفق        | ١٣٩۵                | به همراه کریم خودسیانی، حمزه صالحی       |
| سریال پنچری              | ٣           | برزو نیک نژاد    | ١٣٩۶                | به همراه برزو نیک نژاد، علیرضا کاظمی پور |
| سریال گیسو               | نمایش خانگی | منوچهر هادی      | ۱۳۹۹                | به همراه علیرضا کاظمی پور                |
| سریال بوتیمار            | ٣           | علیرضا نجف زاده  | ١۴٠٠                | به همراه شهاب عباسی، آرمان صبوری         |
| سریال بی‌همگان            | ٣           | بهرنگ توفیقی     | ١۴٠١                | به همراه علیرضا کاظمی‌پور                 |